# Eurhadina fusca
Eurhadina fusca är en insektsart som beskrevs av Cai och Kuoh 1993. Eurhadina fusca ingår i släktet Eurhadina och familjen dvärgstritar. Inga underarter finns listade i Catalogue of Life.